# Asteromata
»Asteromata« (grško Αστερομάτα, izgovorjava [asteroˈmata]) je pesem grške pevke Klavdie, s katero bo zastopala Grčijo na Pesmi Evrovizije 2025. Pesem je napisal in produciral Arcade skupaj s Klavdio.

## Pesem Evrovizije
Grška radiotelevizija (ERT) je 10. januarja 2025 objavila, da je pesem »Asteromata« v izvedbi Klavdie ena izmed 12 tekmovalnih pesmi na Ethnikós Telikós 2025, nacionalnem izboru Grčije za Pesem Evrovizije 2025. V finalu, ki je potekal 30. januarja 2025, je zmagala. Dosegla je 44 točk, dve točki več od drugo uvrščene Evangelie in s tem pridobila pravico zastopati Grčijo na Pesmi Evroviziji 2025.
Tekmovanje za Pesem Evrovizije 2025 bo potekalo v St. Jakobshalle v Baslu v Švici in bo sestavljeno iz dveh polfinalov, ki bosta potekala 13. in 16. maja, ter finala 17. maja 2025. Med žrebanjem, 28. januarja 2025, je bila Grčija izžrebana, da bo nastopila v prvi polovici drugega polfinala.